# Annalisa Stroppa
Annalisa Stroppa (Brescia, 20 ottobre 1980) è un mezzosoprano italiano.

## Biografia
Nata a Brescia, si è diplomata in canto al Conservatorio L. Marenzio della sua città natale. È anche laureata in Scienze dell'Educazione presso la Facoltà di Lettere e Filosofia dell'Università di Bergamo.
Dopo aver vinto diversi concorsi di canto, ha debuttato ne La Betulia Liberata di Wolfgang Amadeus Mozart al Festival di Salisburgo diretta da Riccardo Muti nella stagione 2009/2010 e nella stagione successiva è stata Cherubino ne I due Figaro sempre al Festival di Salisburgo e diretta ancora da Muti. Con questo ruolo ha debuttato anche al Teatro Real di Madrid e al Teatro Colón di Buenos Aires.
Da allora ha debuttato nei principali teatri del mondo come il Teatro Regio di Torino, l'Arena di Verona, il Maggio Musicale Fiorentino, il Festival di Salisburgo, la Wiener Staatsoper, il Festival di Bregenz, l'Opera israeliana di Tel-Aviv, l'Opera di Monte Carlo, l'Opera di Losanna e l'Opera di Parigi. E ha collaborato con direttori come Riccardo Muti, Riccardo Chailly, Riccardo Frizza, Zubin Mehta, Christian Thielemann, Fabio Luisi, Teodor Currentzis, Jaap Van Zweden, Will Humburg, Bruno Campanella e Christophe Rousset.
Ha cantato diverse volte al Teatro alla Scala, aprendo la stagione come Suzuki in Madama Butterfly nel 2016/2017 e come Bersi in Andrea Chénier nel 2017/2018. Sempre alla Scala ha interpretato il ruolo di Meg Page in Falstaff, Emilia in Otello, Maddalena in Rigoletto e Stefano in Roméo et Juliette di Charles Gounod. Nel 2022 è stata una dei protagonisti del Concerto di Natale della Scala diretto da Pablo Heras-Casado.
Ha ottenuto molti riconoscimenti per le sue interpretazioni rossiniane, in particolare per Rosina ne Il barbiere di Siviglia: in questo ruolo ha cantato all'Opera di Stato della Baviera a Monaco di Baviera, al Teatro Carlo Felice, al Festival di Savonlinna, alla Staatsoper e Deutsche Oper di Berlino, alla Semperoper di Dresda, all'Opéra di Monte Carlo, al Gran Teatre del Liceu di Barcellona.
Negli Stati Uniti ha debuttato con Les Nuits d'été di Berlioz e con la Dallas Symphony Orchestra.
Ha anche cantato il ruolo di Adalgisa nella Norma di Bellini al Teatro Massimo di Palermo, a Barcellona, allo Staatstheater Wiesbaden, al Teatro Verdi di Padova, al Teatro Calderón di Valladolid, a Genova, al Teatro Colón di Buenos Aires, alla Bayersiche Staatsoper di Monaco e al San Carlo di Napoli.
Ha poi cantato Anna Bolena a Verona, Cosi fan tutte a Torino e a Las Palmas, Carmen a Las Palmas e al Festival di Bregenz per il secondo anno consecutivo, Faust al Teatro Real di Madrid, Les contes d'Hoffmann al Teatro San Carlo di Napoli, Madama Butterfly alla Bayerische Staatsoper di Monaco, il Requiem di Verdi al Festival di Lubiana e nella Sala Grande della Filarmonica di San Pietroburgo e della Filarmonica di Berlino, Don Giovanni alle Chorégies d'Orange.
È stata Fenena in Nabucco al Festival Verdi di Parma, Carmen nell'opera omonima di Bizet al Teatre Principal di Maiorca e al Mai-Festspiele di Wiesbaden e la protagonista ne La Cenerentola alla Staatsoper Hamburg. In concerto ha cantato la Messa da requiem di Verdi con i Berliner Philharmoniker a Berlino e con MusicaAeterna a San Pietroburgo.
Il 28 giugno 2020 ha cantato nel Requiem di Donizetti in commemorazione delle vittime del Covid a Bergamo, sotto la direzione di Riccardo Frizza e alla presenza del Presidente della Repubblica Italiana. Il concerto è stato trasmesso in diretta su Raiuno.
Nel 2022 è stata Carmen al Teatro Massimo di Palermo, Adalgisa in Norma al Teatro Massimo Bellini di Catania e al Teatro Regio di Torino, Nicklausse in Les Contes d’Hoffmann al Teatro Principal de Palma, Suzuki in Madama Butterfly all’Opéra de Monte-Carlo e al Bregenzer Festspiele, Preziosilla in La Forza del Destino al Festival Verdi di Parma. Nel novembre dello stesso anno ha debuttato come Lèonor de Guzman in La Favorite al Festival Donizetti di Bergamo, ottenendo il plauso generale della stampa internazionale.
Nella stagione 2023/2024 ha cantato in La Favorite all’Opéra National de Bordeaux, La Gioconda al Teatro Pèrez Galdós di Las Palmas, Anna Bolena al San Carlo di Napoli, Idomeneo all’Opéra Royal de Wallonie, Madama Butterfly al Bregenzer Festspiele e Bayerische Staatsoper. Ha poi cantato come Carmen al Teatro Municipal de São Paulo (debutto in Brasile),  nel Requiem di Verdi diretto da Myung-Whun Chung alla Fenice di Venezia e ha debuttato come Charlotte nel Werther al Klangvokal Musikfestival di Dortmund e al Savonlinna Opera Festival come Fenena. Nel di settembre ha inaugurato il Teatro Grande di Brescia con I Capuleti e i Montecchi ed è successivamente tornata a cantare la parte di Charlotte in Werther al Teatro Comunale di Bologna. Il 2025 l'ha vista sui palcoscenici del Teatro Lirico di Cagliari con Il barbiere di Siviglia, Teatro Carlo Felice con Carmen, Teatro Politeama Garibaldi per La canzone dei ricordi di Martucci e al Teatro San Carlo per il debutto come Sara nel Roberto Devereux. Prossimamente tornerà a vestire i panni di Charlotte al Teatro Colón e cantare in nuova produzione de La forza del destino con la regia di Valentina Carrasco e la direzione di Gianandrea Noseda all’Opernhaus Zürich (debutto di teatro).

## Repertorio
| Ruolo                 | Titolo                   | Autore      |
| --------------------- | ------------------------ | ----------- |
| Romeo Montecchi       | I Capuleti e i Montecchi | Bellini     |
| Adalgisa              | Norma                    | Bellini     |
| Enrichetta di Francia | I puritani               | Bellini     |
| Ascanio               | Benvenuto Cellini        | Berlioz     |
| Carmen Mercedes       | Carmen                   | Bizet       |
| Dorina                | Il marito disperato      | Cimarosa    |
| Giovanna Seymour      | Anna Bolena              | Donizetti   |
| Irene                 | Belisario                | Donizetti   |
| Sara                  | Roberto Devereux         | Donizetti   |
| Lèonor de Guzman      | La Favorite              | Donizetti   |
| Bersi                 | Andrea Chénier           | Giordano    |
| Orfeo                 | Orfeo ed Euridice        | Gluck       |
| Siebel                | Faust                    | Gounod      |
| Stéphano              | Roméo et Juliette        | Gounod      |
| Apollonia             | La canterina             | Haydn       |
| Lisetta               | Il mondo della luna      | Haydn       |
| Hansel                | Hansel und Gretel        | Humperdinck |
| Lola                  | Cavalleria rusticana     | Mascagni    |
| Charlotte             | Werther                  | Massenet    |
| Cherubino             | I due Figaro             | Mercadante  |
| Madame Pfeil          | Der Schauspieldirektor   | Mozart      |
| Cherubino             | Le nozze di Figaro       | Mozart      |
| Zerlina               | Don Giovanni             | Mozart      |
| Dorabella             | Così fan tutte           | Mozart      |
| Nicklausse            | Les contes d'Hoffmann    | Offenbach   |
| Laura Adorno          | La Gioconda              | Ponchielli  |
| Rosina                | Il barbiere di Siviglia  | Rossini     |
| Emilia                | Otello                   | Rossini     |
| Angelina              | La Cenerentola           | Rossini     |
| Suzuki                | Madama Butterfly         | Puccini     |
| Fenena                | Nabucco                  | Verdi       |
| Ines                  | Il trovatore             | Verdi       |
| Maddalena             | Rigoletto                | Verdi       |
| Preziosilla           | La forza del destino     | Verdi       |
| Emilia                | Otello                   | Verdi       |
| Meg Page              | Falstaff                 | Verdi       |
| Dorilla               | Dorilla in Tempe         | Vivaldi     |

## Discografia
- 2023: La Favorite al Donizetti Opera, Dynamic
- 2022: Madama Butterfly al Bregenzer Festspiele, Cmajor
- 2021: La forza del destino al Teatro del Maggio, Dynamic
- 2020: Belisario al Donizetti Opera, Dynamic
- 2019: Madama Butterfly al Teatro alla Scala, Decca
- 2019: Nabucco al Teatro Regio di Parma, Dynamic
- 2018: Norma al Teatro Carlo Felice, Bongiovanni (Catalogue No: AB 20041)
- 2017: Andrea Chénier al Teatro alla Scala, Cmajor
- 2017: I puritani al Teatro Real, Naxos Distribution (Catalogue No: BAC142)
- 2015: Cavalleria Rusticana - Pagliacci all'Osterfestspiele Salzburg, Sony
- 2012: Roméo et Juliette al Teatro Carlo Felice, Decca
- 2011: I due Figaro al Teatro Alighieri, Ducale
- 2009: Placido Domingo outdoor concert a Pécs